# Acarosporium lichenicola
Acarosporium lichenicola är en svampart som tillhör divisionen sporsäcksvampar. Den  beskrevs först av Per Gerhard Ihlen och Tor Tønsberg. Acarosporium lichenicola ingår i släktet Acarosporium, och familjen Sclerotiniaceae. Arten har ej påträffats i Sverige.